# 乙未戦争
乙未戦争（いつびせんそう）とは、下関条約によって日本への台湾割譲が決まり、上陸した日本軍に対して清国の残兵や一部の台湾住民が抵抗し戦闘となったものである。
当時の公文書や1895年11月の台湾総督樺山資紀による台湾平定宣言に基づき、台湾平定（たいわんへいてい）の他、台湾平定作戦（たいわんへいていさくせん）、あるいは台湾征討（たいわんせいとう）と呼称される。
日清戦争の残敵掃討戦であるため、日本政府はこの戦闘を日清戦争の一部として取り扱っている。
名称は、戦闘の発生した1895年の干支が「乙未」であったことに由来する。

## 概要

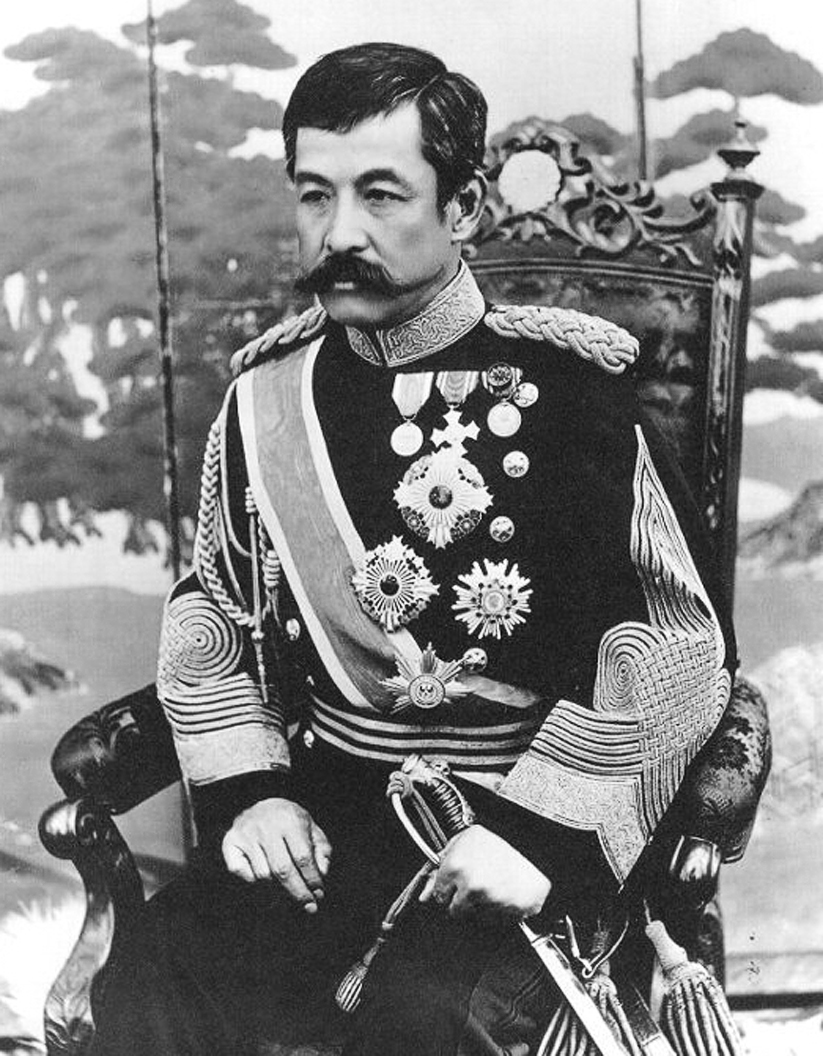
北白川宮能久親王

明治28年（1895年）4月17日、下関条約によって日清戦争が終結し、日本は清国から正式に台湾の割譲を受け、両国間に平和が回復した。台湾割譲に反対する清国文武官は列強の干渉を呼び込むためにイギリスやフランスに台湾を貸与する計画などの割譲阻止工作を実行した。また5月25日には「台湾民主国」の建国を宣言した。しかし、三国干渉の結果に満足したロシア、ドイツ、フランス等の列強は台湾民主国を承認せず、イギリスも動かなかった。
日本政府は、台湾における武装蜂起の報を受けると武力平定のため、いったん遼東に向けられ、第2軍の隷下に入っていた陸軍中将北白川宮能久親王を師団長とする近衛師団を台湾に派遣。近衛師団は5月27日に沖縄県において樺山総督一行と合流した。日本への台湾割譲が決定したにもかかわらず、それを阻止しようとする清朝の一部の人間が台湾民主国の独立宣言をしたため、日本軍は5月29日、清朝との間の授受式を待たず三貂角に上陸したが、台湾民主国首脳陣は逃亡。しかし、三貂角（）に上陸すると、若干の攻撃を受けたため、掃討戦をおこなった。
6月2日、李経方と樺山総督は台湾授受の手続きを行い、日本は台湾を正式に領有した（日本統治時代の台湾）。
6月6日には、民主国総統の唐景崧をはじめ首脳陣が大陸に逃亡した。台湾民主国に雇われていた広東人傭兵が治安を乱したこともあり、6月14日には台北の住民は治安維持のため日本軍に対して辜顕栄を使節として迎え入れ、台北は無血開城された。
6月17日、日本側は台北で台湾総督府始政式を行い、さらに南下したが各地の民軍が抵抗したため、第二師団と混成第四旅団を増派した。8月20日、日本軍は台南を南北から挟撃。10月19日に民主国大将軍の劉永福はひそかにドイツ商船に乗って厦門（アモイ）に逃亡し、敗れた兵は四散した。22日、日本軍は台南に入城、29日には安平に入り、11月18日に樺山総督は全島平定宣言を発した。その後は、年末には北部で、翌年初めには南部で蜂起が起こり、1902年までゲリラ的な抵抗が一部で発生した。

## 経過

### 台湾平定宣言まで

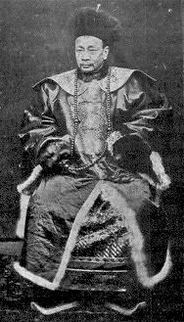
唐景崧

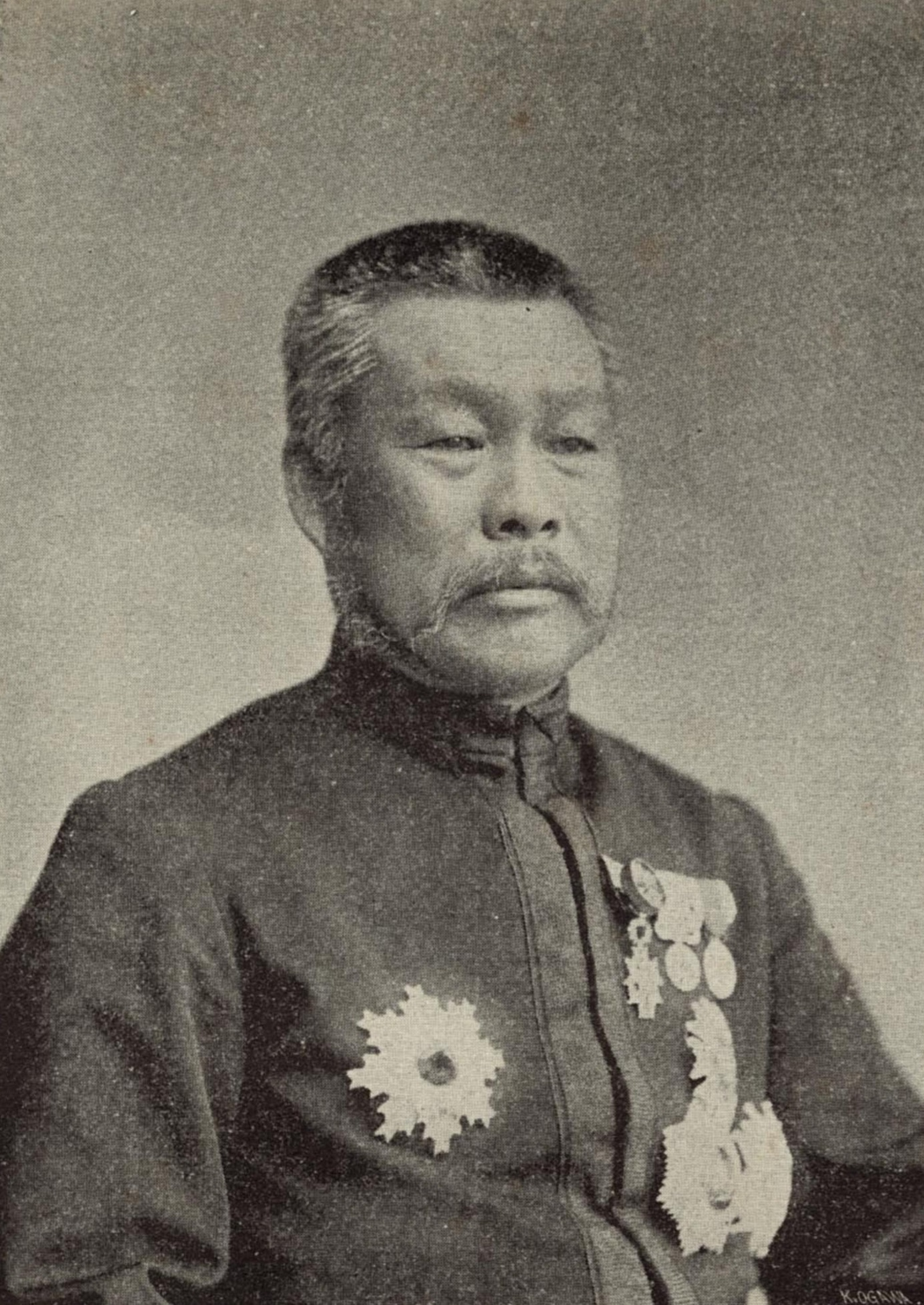
樺山資紀

1894年7月1日、清朝は日本が開戦とともに台湾を攻撃することを予防するために台湾の警戒を命じた。さらに7月24日、福建水師総督の楊岐珍と、広東南澳鎮総兵劉永福を台湾に派遣し、楊を幇弁台湾防務に任じた。その後人事の異動がいくつかあり、唐景崧が台湾巡撫として台湾防衛にあたった。また清朝は台湾で教師をしていた丘逢甲に義友軍を組織させた。
11月、日本との戦争の敗色が濃厚になる頃に日本の台湾領有の意図を察知した張之洞と弟子の唐景崧は、清朝の防衛線を維持を目的とし、日本への割譲を回避するために外国の介入を導くために台湾をイギリスやフランスに貸し出すなど様々な案を練っていた。
1895年1月、日本の勝利が確定的になると清はイギリス、アメリカ合衆国政府を仲介として、終戦条約を打診したが遼東半島、台湾領有を目指していた日本政府は受け入れず戦争は続いた。3月下旬、終戦交渉が行われるなか、澎湖を日本軍が制圧した。3月30日の日清休戦定約でも台湾は休戦地域から除外されていた。清朝内部では割譲反対派と、講和のためには必要だとする一派に議論が分かれていた。実際に交渉の談では清朝側は当初、「実際に占領された奉天の一部や澎湖はともかく、全く兵の及んでいない台湾については全面拒否」、二度目は「部分的な割譲なら、受け入れる」という返答をした。
4月17日の下関条約での日本への割譲が確定すると、台湾の士紳ら不平勢力は清朝に対し上奏し、また唐にたいして交渉し台湾に在留することを求め、4月23日の三国干渉による遼東半島の還付を知り、列強の干渉による帰朝に望みを託した。
5月1日、清朝は在仏の王之春に台湾割譲阻止を狙った交渉をフランスと開始するように指示した。
5月3日、こうした情勢を受けて李鴻章は再度台湾割譲見直しについての再協議を持ちかけたが、伊藤博文首相はそれを拒否し、5月10日に樺山資紀を台湾総督と軍務司令官に任じた。台湾の文武官と商人たちは張之洞の腹案であった清朝内部に留まり抵抗するという策を破棄し独立国として抵抗することを決め、5月25日、唐景崧を総統、邱逢甲を副総統、劉永福を大将軍とする台湾民主国の建国が宣言された。劉永福は客家出身で台湾に移住していて、かつて黒旗軍を率いベトナムでフランス軍を破ったことで知られる将軍で、南部の守備を担当することになった。唐は清朝の文武官に去就を明かにさせたところ、他の多くの官僚とともに楊とその配下の部隊は帰国した。また劉永福は台南へ本拠地を移した。
一方で、当時の台湾の状況には異論が存在する。1904年9月25日のニューヨーク・タイムズは、当時の台湾の状況を「清国や諸外国の無法者が逃げ隠れる巣窟」「清朝は入殖後も事実上この土地を放置し、その荒涼な無法者天国を放任状態に置いた」として治安が悪かったことを伝えている。また台湾近海を航行する諸外国の船舶が殺害、略奪される海賊行為が繰り返されたため、米国をはじめとする諸外国が清国に苦情を訴えていたことを紹介し、そのため清朝は日本への台湾割譲を喜んだだろうとしている。
5月26日、樺山資紀は台湾民主国建国宣言の報をイギリス汽船から得ると、授受式を待たずに基隆を攻略することを決定した。上陸付近に駐屯していた台湾民主国軍はほぼ無抵抗であったが、31日の三貂嶺で若干の抵抗があった。
6月2日、清側の割譲責任者であった李経芳は割譲反対派に暗殺されるのを恐れ上陸せず、基隆沖で樺山との間に台湾接受の手続きを行った。このとき、李の台湾授受公文の草案にあった台湾民主国についての文言は、民主国を認めることと同義であると樺山は削除した。6月4日、日本政府は各国領事館などに日本が台湾を領有したので台湾海峡間の交易は安全であると伝えた。

### 近衛師団上陸

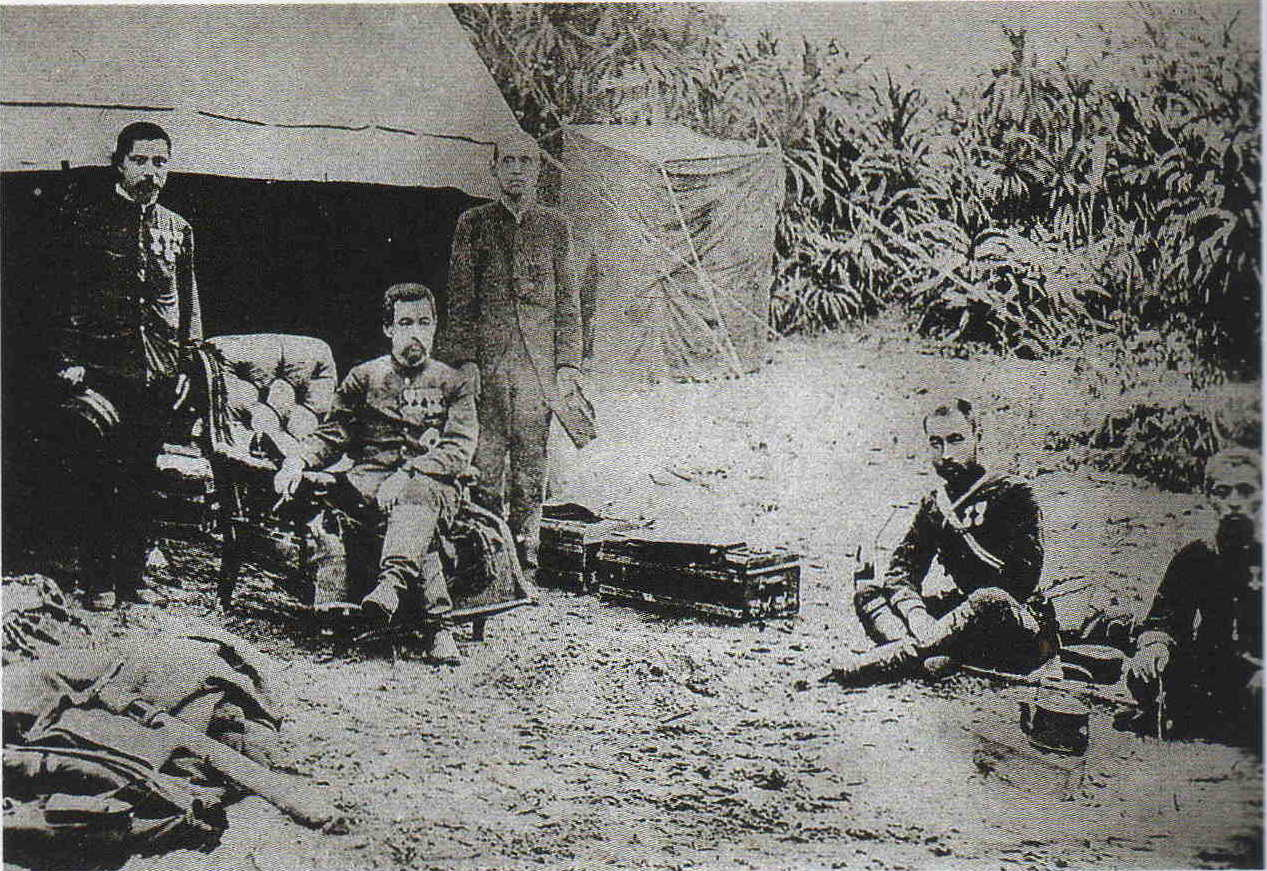
澳底で露営する近衛師団長の北白川宮能久親王一行。この写真をもとに描かれた「台湾御露営の図」と題する絵画が、靖国神社の遊就館に能久親王に関する展示物とともに展示されている。

5月29日、近衛師団が台湾に上陸すると、台湾民主国の唐を含む首脳陣は逃亡し、台湾民主国に雇われていた広東人傭兵が治安を乱したこともあり、6月14日には台北の住民は治安維持のため日本軍に対して辜顕栄を使節として迎え入れ、台北は無血開城された。6月17日樺山資紀台湾総督は、占領した台北で台湾総督府始政式を執行した。また帰国を求める北部の旧清国軍に対し、樺山は淡水において帰国事業を行った。
当初、樺山は「占領は容易である」と考えていたが、後に上海の英国系新聞ノース・チャイナ・ヘラルドが「日本の犯した大きな過ちは、島に住む客家その他の中国系農民の気性と力を過小評価したことだ」と指摘したように、中南部において抗戦はますます熾烈となった。当時の台湾の漢人系住民の主力は客家人と福建人（閔南人）であり、日中戦争終了後の国共内戦再開後に台湾に来た中国系住民である外省人に対する現在の本省人につながっている。
台南をまかされていた劉永福を中心にした台湾民主国軍と漢人系住民義勇兵は、日本軍に対し、高山地帯に立てこもってゲリラ戦で応戦した。その際には高山族に対抗するための組織であった隘勇制度が抗日運動の基盤となった。
6月19日、樺山は伊藤博文首相に「台湾は名義的には日本領土であるが、残留清兵が攻撃をしてくるため外征と変わらない状況なので、台湾に勤める文武諸官員は外征従軍者扱いにしてやってほしい」と、台湾に残存した清国の兵が下関条約に違反して攻撃を仕掛けてきている危険な現状を報告し、台湾勤務者の待遇改善を具申した。伊藤博文内閣はこれを8月17日付けで承認した。

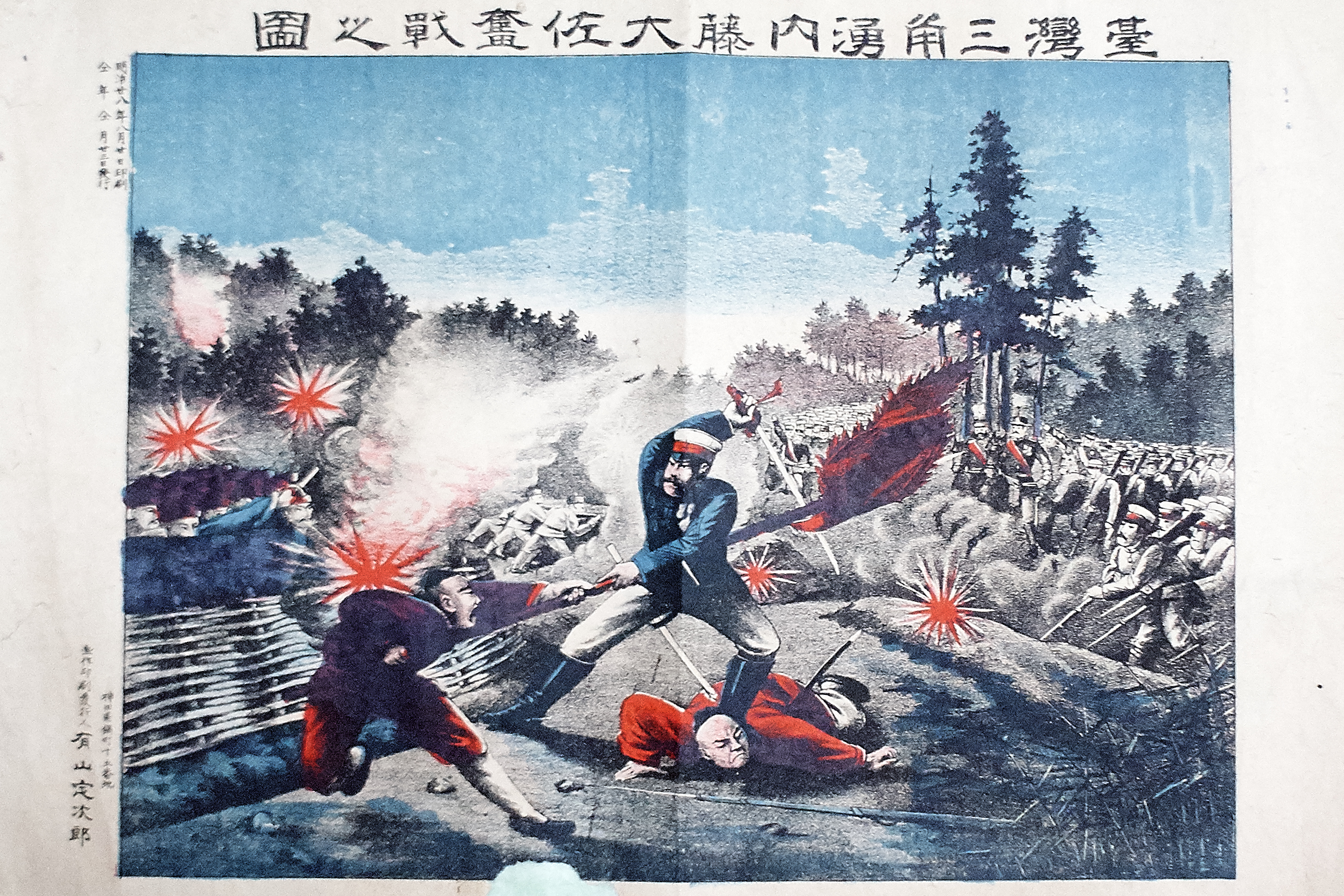
台灣三角湧内藤大佐奮戰之圖

樺山は「増派しなくとも、近衛師団だけで台南まで陥落できる」と考えていた。しかし、新竹を占領した阪井支隊と台北との間の連絡が、ゲリラ戦の影響で20日以上取れなくなり、ゲリラ戦の主力であった平鎮の抗日軍をおとせず、それに呼応して、台北でも反乱が発生すると、北部の占領にさえ兵力が不足していることが判明し、樺山は南部攻略を先送りにした。
7月に大本営は増派を決定し、第2次伊藤内閣も7月16日、台湾情勢は「百事至難の境遇に在る」と認識を改め、「速に鎮定の奏功を望」むので「鎮定までの間は法規等に拘泥せず万事敏捷に相運侯筈に申合せ」た八カ条を内閣閣令として通達した。この間樺山は近衛師団を用いて7月29日に旧台北府管内を制圧が完了した。日本軍が土兵や土匪(匪賊)と呼んだ義勇兵は大軍をみたら白旗を揚げて笑顔で迎え入れ、少数になれば後ろから襲いかかって日本軍を攻め立てたために、日本軍は対策として村まるごと殺戮するといった強硬手段に出た。このことがさらなる反発を呼び、抗戦運動を長引かせた。また、山岳地帯は天然の要塞となり、日本は各防衛拠点に人数を分散せざるを得なかった上に十分な情報の通信ができなかったことが、苦戦の直接的な原因とされている。こうした困難は、新聞に掲載された兵士の手紙などによって日本国民にも知らされていた。
さらに、大本営は8月6日に台湾総督府条例（明治28年8月6日付陸達第70号） を定め軍政を施行した。何度も増軍がなされ、最終的には二個師団以上の戦力となった。
台湾中部においては、黎景嵩が中心となって抵抗を行っていたが、彰化は8月末には陥落し、日本軍は雲林地方大莆林に進出した。同地の地主であった簡義は日本軍を抵抗せずに受け入れたが、一部の軍夫らが婦女子を姦淫殺害したために、反旗を翻し、黒旗軍の部隊とともに日本軍を襲ったために、日本軍は北斗渓北岸まで退却した。ノース・チャイナ・ヘラルドによれば、抗日軍はこれをもとに「日本軍は婦女を暴行し、家屋の中を荒らし、田畑を奪う」と宣伝（プロパガンダ）したところ、台湾各地の老若男女は義勇兵として郷土防衛のために抵抗した。これによって日本軍は赤痢・マラリア・脚気などによる兵員不足に対する休養もかね、南方への前進を止め台南に侵攻できたのは10月であった。

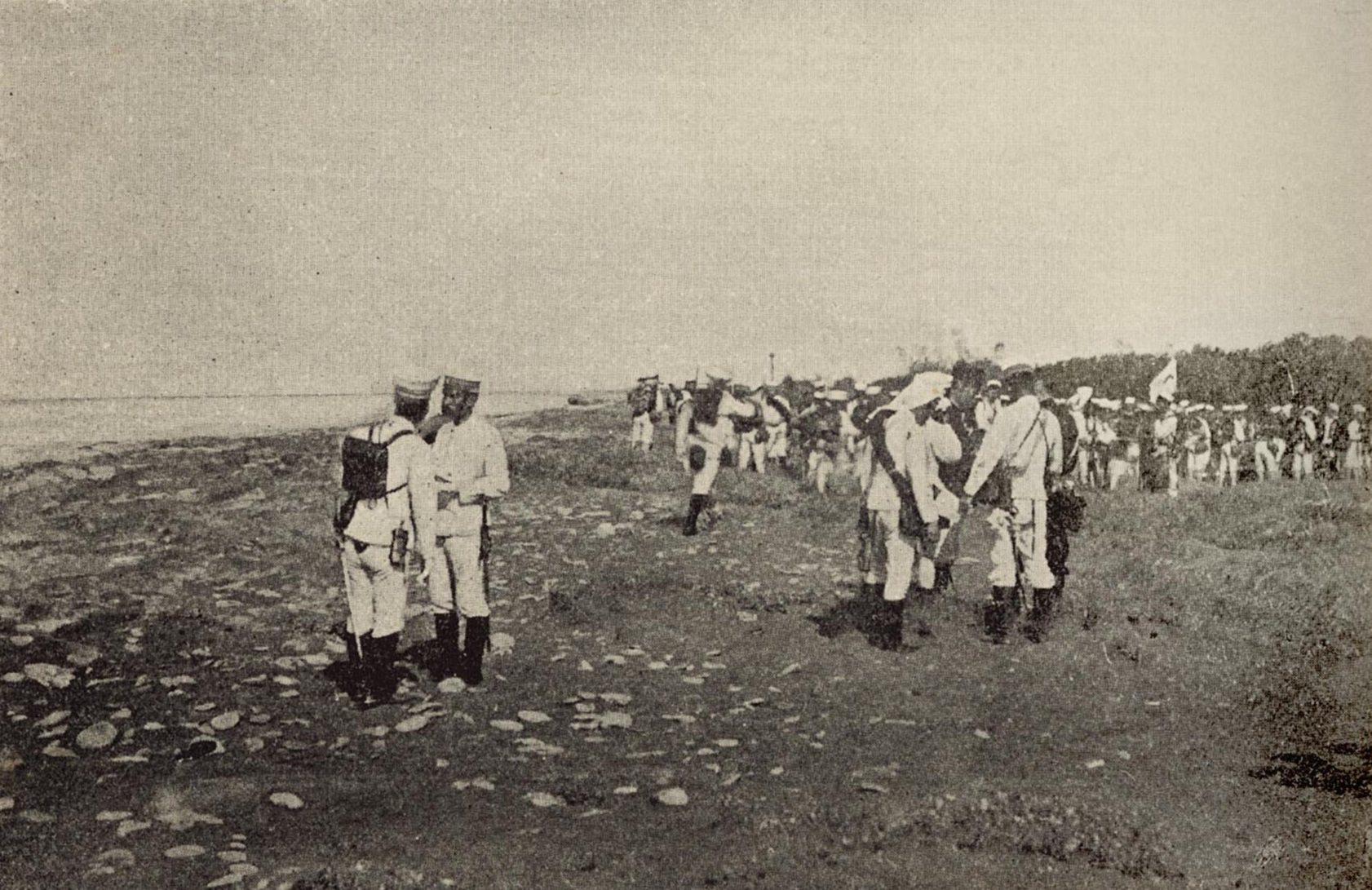
1895年10月11日、枋寮に上陸する歩兵第4連隊の兵士たち

劉永福は外国の介入による終戦を狙っていたが、日本軍によって三方から台南府を攻略にかけられると、10月19日、台南府から逃亡して厦門に向かい、台湾民主国軍は最終的に崩壊した。1895年11月18日、樺山総督は台湾平定宣言を東京の大本営に報告し、台湾平定戦は終結した。この戦闘で、日本は約76000人の兵力（軍人約五万、軍夫二万六千人）を投入、死傷者5320名(戦死者164名、病死者4642名、負傷者514名)、さらに軍夫7000人の死者(大谷による推計)を出し、台湾民主国軍をはじめとする抵抗勢力は義勇兵・住民あわせて14000人の死者を出したとされる。

### 台湾平定宣言以降

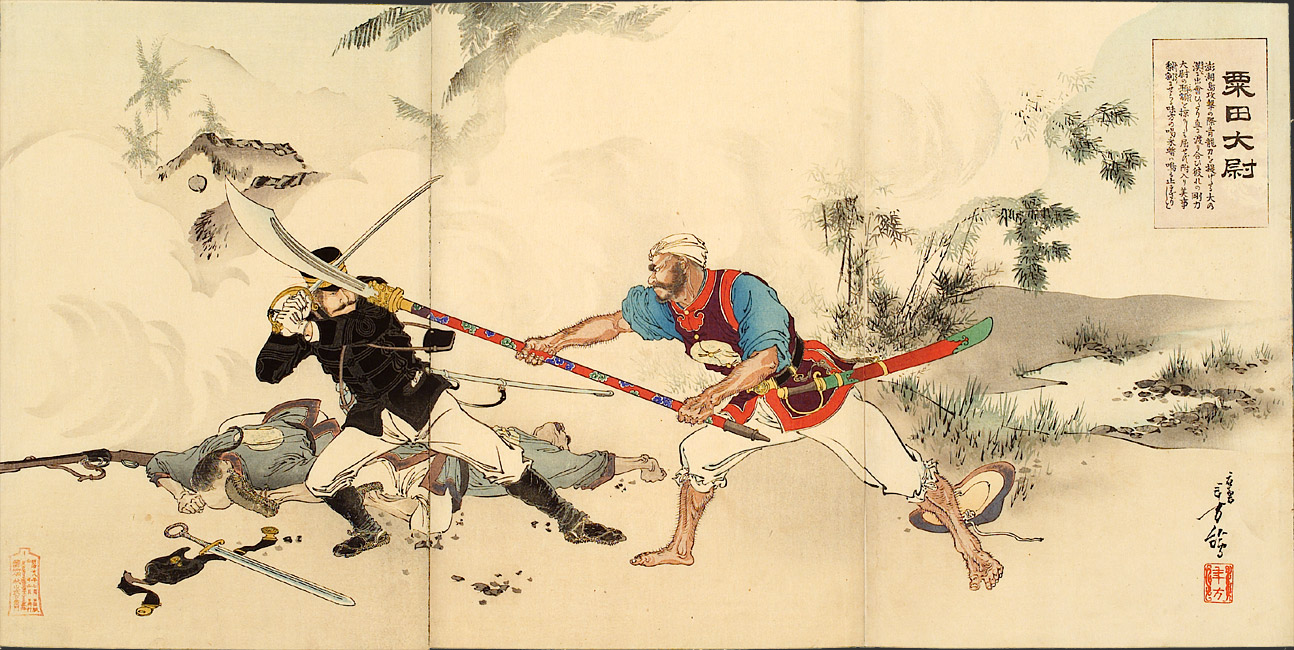
『粟田大尉』（水野年方、木版画、1895年）青龍刀を振り下ろす残留清兵との戦闘を描いている。

残留清兵との戦闘が終了して台湾平定を宣言した後も、各地で一部抵抗は続いた。しかし、その中心は日本からの独立というものではなく、日本の一部としての自治権や生活に関わる運動などが主流であった。
台湾平定宣言以降の戦闘は、日本の台湾開発とそれによって起こる生活環境の変化、武装解除に反対する現地住民との軋轢など、多様な事情が原因となった。また、樟脳の生産拡大を求めた台湾総督府は、平定宣言を出す直前の1895年10月に日令26号「官有林野及樟脳製造取締規則」を発令し無主地を官有地と定めたが、高山地帯において狩猟などを前提とした高山族や平野に住む平埔族諸族にとって生存圏を脅かされる死活問題であったために、これも抵抗激化の一因となった。この台湾原住民との戦いは｢生蕃討伐｣と呼ばれ、12月には台湾北部の宜蘭が包囲され、翌年元旦には台北城が襲われるなど激しい抵抗が続いた。翌年3月31日、台湾総督府条例（勅令第八八号）、台湾総督府評議会章程（同第八九号）などが制定・公布され、台湾は軍政から民政に移行すこととなり、大本営は解散した。漢人のテロ行為を含む抵抗は1902年（明治35年）まで続き、高山族の抵抗が終了したのは、｢理蕃史上最後の未帰順蕃｣として有名であった高雄州旗山郡のブヌン旗タマホ社の200名余りが、頭目ラホアレを先頭に下山し、州庁玄関で帰順式を挙げた1933年（昭和8年）4月22日のことだった（後藤乾一「下級兵士がみた植民地戦争 ―台湾における｢生蕃討伐｣と加藤洞源―」）。

### 台湾総督府統治時代の台湾
戦争終結時における靖国神社の合祀基準には戦病死者が含まれていなかったが、1899年（明治32年）に戦病死者を合祀するための特旨が出され、追加合祀された。日本軍の病死の扱いを大きく変えるきっかけにもなった。
皇族としては初めての外地における殉職者となった北白川宮能久親王であるが、彼を主祭神とする神社が台湾各地に数多く創建された。台北に台湾神社（台湾神宮）、終焉の地には台南神社が創建された。これら能久親王を祀った60の神社は、第二次世界大戦後に台湾の主権を取り戻した中華民国政府によって、全て破却された。なお、台湾総督府が開庁した6月17日は「台湾始政記念日」とされ、日本統治下の台湾で重要な祝祭日とされていた。

### 乙未戦争年表
- 3月23日：比志島混成支隊が澎湖より上陸
- 3月24日：比志島混成支隊、媽公を占領

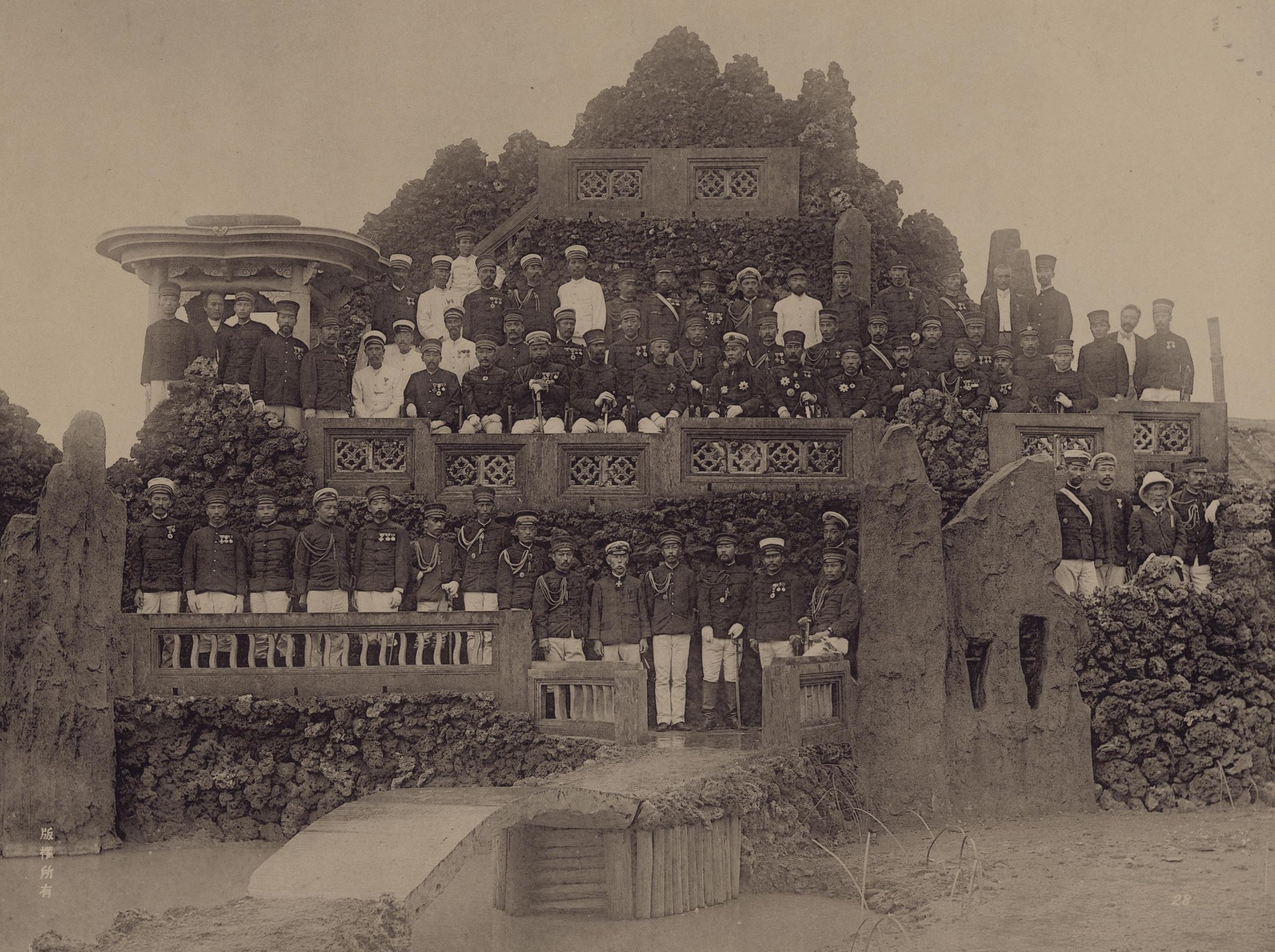
1895年9月30日、台北の総督府（元々は清朝の台湾布政使司衙門）庭園を訪れた伏見宮貞愛親王一行と樺山資紀総督の記念写真

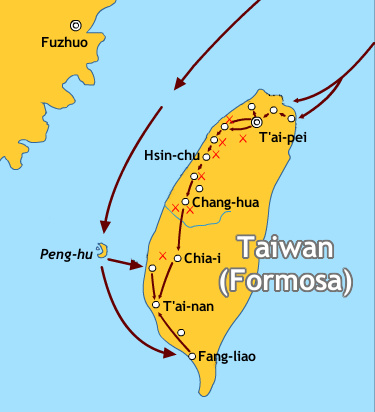
台湾平定戦争（1895年）

- 5月29日：近衛師団 (師団長:北白川宮能久親王) が澳底より上陸
- 6月2日：李と樺山が授受式を行う。
- 6月3日：近衛師団、基隆を占領
- 6月6日：唐景崧廈門に遁走
- 6月7日：近衛師団、台北城を占領
- 6月17日：台北で台湾総督府開庁（始政式）、以後民政を開始
- 6月22日：阪井支隊、新竹を占領
- 7月13日：近衛歩兵第3連隊第6中隊の一個小隊、三角湧にて敵襲に遭い伝令として脱出した1名を除き桜井特務曹長以下34名全員戦死
- 8月14日：近衛師団、苗栗を占領
- 8月28日：彰化八卦山（中国語版）の激戦
- 8月29日：近衛師団、彰化を占領
- 10月2日：近衛師団第二旅団長山根少将病死
- 10月7日：近衛師団、斗六を占領
- 10月9日：近衛師団、嘉義を占領
- 10月10日：混成第四旅団 (旅団長:貞愛親王) 布袋嘴より上陸
- 10月11日：第二師団 (師団長:乃木中将) 枋寮より上陸
- 10月16日：第二旅団、鳳山を占領
- 10月19日：劉永福、安平から遁走
- 10月20日：蕭壠の激戦
- 10月21日：第二師団、台南入城
- 10月28日：近衛師団長北白川宮能久親王病死
- 11月6日：南進軍編成を解く。
- 11月18日：台湾総督府による全島平定宣言が発出される。

## 乙未戦争の記念物
日本の逓信省は、台湾の台南で病没した北白川宮能久親王の肖像を描いた記念切手を、同じく病没した有栖川宮熾仁親王とともに1896年（明治29年）8月1日に発行した。この切手自体には記念切手銘は描かれていないが、当時の新聞では「明治廿七八戦役戦捷記念」と紹介されたほか、現在ではさくら日本切手カタログなどでは「日清戦争勝利記念」切手と紹介されている。
能久親王が上陸した澳底の地に、台湾総督府は花崗岩で出来た「北白川宮征討記念碑」を建設し、日本による台湾統治の起点としていた。しかし台湾の主権を取り戻した中華民国政府により破却され、跡地には1975年に「抗日記念碑」が建設された。なお、記念碑であるが2005年に一部分が修復されたが、「北白川宮征討記念碑」の碑文は外された状態である。

## 乙未戦争を巡る論争

### 学説史
第二次世界大戦終了まで日本政府側や台湾総督府の資料の重要部分が未公開だったために、戦前の研究は乏しい。しかし戦後、そのような資料や、中国や台湾側の要人の回想録や日記、国民党政府が管轄していた資料、当時台湾に在留していた外国人の記録などが公開され、また共同シンポジウムが開かれるなど研究が進んでいる。
日清戦争の一部とするか、別個の戦争とするかについては議論が分かれている。
古典的な研究としては台湾人による『台湾民主国の研究』、『日本統治下の台湾 : 抵抗と弾圧』が各国資料と戦史をつき合わせたものとして研究の基準となっている。なお両者とも台湾民主国の建国自体は、富裕層や官僚主導だが、日本軍の無差別殺戮などに対する反感が全台的な郷土防衛戦を引き起こし、民主国自体は清朝への復帰を狙ったものであるものの、1896年の前半までは抵抗の旗印として機能したという主張をしている。
現在台湾独立派の研究者であっても、抗日運動とする周婉窈と、抗日戦争を採用する呉密察がおり用語の選択は分かれている。しかし台湾人研究者は、台湾民主国の抗日運動の狙いが近代西洋的な意味における独立でなく清への復帰を目指したものであったとしても、郷土防衛としての側面は高く評価する傾向にある。
一方で中国人研究者は三国干渉の再現をねらった清側の防衛戦争として台湾防衛戦争という呼称を用いている。
日本における日清戦争の研究において台湾は重視されてこなかったが、大江志乃夫の発表以降、日清戦争全体における台湾の問題を扱う文献が急速に増えた。大江は日本最初の植民地戦争であることを強調し、1915年までの台湾植民地戦争のうち、1895年3月までを台湾征服戦争とした。現在多くの研究者はこの呼称を用いている。また作戦面での分析を行った戒能善春も治安作戦が征服のための戦争に変貌して行ったことを指摘している。これらの研究は、日本からみた戦争という側面を色濃く残した日本史的な研究である。

### 「日台戦争」という用語を巡る論争
東アジア史という側面から見た研究として、「日台戦争」(にったいせんそう)という語が一部で使われている。この語は、1995年の「日清戦争百年国際シンポジウム」において檜山幸夫が最初に使用した。
『日清戦争 秘蔵写真が明かす真実』によれば、日清戦争全体における日本軍の死者の半数を出したという規模の大きさ（実際には、戦死者164名、病死者4642名で、その大部分は赤痢、マラリア、脚気など風土や衛生状態、栄養状態などによる病死が大半で、戦闘による死者は3％あまりに過ぎない。）と、大本営の関与の仕方、戦闘の主体が清国軍ではなく台湾民主国及び自主的に組織された義勇兵に移ったことなどが主な理由としている。他に日台戦争の採用者には駒込武がいる。日台戦争のほか、台湾征服戦争、台湾領有戦争、台湾植民地戦争、抗日運動も存在するが、その内容や戦闘終了後100年以上も使用されたことがない名称であることなどから「日台戦争」と同様の異議が存在している。
NHKが2009年4月5日に放送したNHKスペシャル シリーズ 「JAPANデビュー」第1回「アジアの“一等国”」内でこの戦争について「日台戦争」の語を使用したところ、産経新聞は番組に出演した台湾人が批判したほか、この戦闘に参加した死者のほとんどは病死者であった事実を伝えていない点や、また、「国立国会図書館の論文検索で日台戦争という言葉は見つからず学説と呼べる代物なのか」などと批判した。また「日本李登輝友の会」の関係者は、平成時代になって用いられた造語であり、「一部の大学教授が使っているが原典は戦争の定義もしておらず、治安回復のための掃討戦に過ぎない」と主張している。これらの批判に対し、NHKは「檜山が1995年から用いている言葉であるから使用した」と説明したが、番組に出演した台湾人、パイワン族や視聴者から集団訴訟を起こされる事態に発展した。